# Ingrid Steen
Ingrid Steen (Trondheim, 12 de dezembro de 1967) é uma ex-handebolista profissional norueguesa, medalhista olímpica.
Ingrid Steen fez parte da geração medalha de prata de Seul 1988 e Barcelona 1992.